# Laguna Champoxte
A  Laguna Champoxte   é uma laguna localizada na Guatemala, cuja cota de altitude é de 200 metros acima do nível do mar. Localiza-se no departamento de El Petén, no município de Flores.